# Fiat 2411/1 Cansa
Fiat 2411/1 Cansa — троллейбус, выпускавшийся в Италии в начале 60-х годов, заменив более известную модель Fiat 2411 Cansa.

## Характеристика
Троллейбус длиной 11 метров с правым рулём, тремя пассажирскими дверями, традиционной для троллейбусов Fiat зелёной окраски, кузовом фирмы Cansa из Новары и электрооборудованием CGE или TIBB. В дальнейшем кузов имел разные цвета в зависимости от компании-владельца.

## Распространение
Fiat 2411/1 Cansa был одной из последних моделей, построенных в Италии до начала экономического кризиса середины 60-конца 70-х годов.

### Верона, Saer затемAMT
- номера 145—156 :12 машин зелёной окраски,Позже были проданы в Салерно (ATACS) и Бергамо (AMFTE).

### Салерно
- номера 294—303 :10 машин зелёного цвета (переданные из Вероны, бывшие номера 145—148, 150—154, 156).

### Бергамо,AMFTE(сейчас ATB)
- номера 37-38 :2 машины зелёного цвета (переданные из Вероны троллейбусы номеров 149,155).Затем переданы в Болонью.

### Болонья,ATM(сейчас ATC)
- номера 1436—1437 :2 машины новой коричнево-оранжевой расцветки, проданные в Сан-Ремо.

### Сан-Ремо, STEL (сейчас RT)
- номера 1418—1419 :2 машины коричнево-оранжевоого цвета выведенные из эксплуатации в 1989—1990 годах.

## Сохранившиеся экземпляры
RT после выведения из эксплуатации в 1989—1990 гг. передала троллейбус № 1418 в Национальный музей транспорта в Специи, где был восстановлен его послужной список:
- 1961 Верона (SAER) № 149
- 1975 Бергамо (AMFTE) № 37
- 1977 Болонья (ATC) № 1436
- 1983 Сан-Ремо (STEL/RT) № 18/1418
- 1990 Национальный музей транспорта (Специя)